# Niditinea sinensis
Niditinea sinensis är en fjärilsart som beskrevs av Petersen och Reinhardt Gaedike 1993. Niditinea sinensis ingår i släktet Niditinea och familjen äkta malar. Inga underarter finns listade i Catalogue of Life.